# Tây Ban Nha chinh phục Chiapas
Cuộc chinh phục Chiapas của Tây Ban Nha là một chuỗi các xung đột quân sự khởi phát bởi những chinh phục tướng công Tây Ban Nha nhằm chống lại các chính thể Trung Bộ châu Mỹ bản địa thời Hậu cổ điển, tọa lạc tại tiểu bang Chiapas ngày nay thuộc đất nước Mexico. Về mặt địa lý, khu vực này rất đa dạng và có nhiều cao nguyên, bao gồm  hệ thống núi Sierra Madre de Chiapas và Montañas Centrales (Cao nguyên Trung tâm), một đồng bằng cận duyên hải phía Nam có tên là Soconusco và một vùng trũng trung tâm được hình thành từ quá trình bồi tụ của sông Grijalva.
Trước cuộc chinh phục của Tây Ban Nha, Chiapas là địa bàn sinh sống của nhiều nhóm dân tộc, bao gồm người Zoque, cùng các sắc tộc Maya chẳng hạn như người Lakandon Chʼol và người Tzotzil, và một nhóm sắc tộc chưa xác định được người Tây Ban Nha gọi là Chiapaneca. Soconusco thuở xưa là một phần lãnh thổ của Đế quốc Aztec có thủ đô tại Thung lũng Mexico, khu vực này do đó thường xuyên cống nạp sản vật cho người Aztec. Tin tức về sự xuất hiện của những người đàn ông lạ đã lan đến vùng này sau khi người Tây Ban Nha thâm nhập và lật đổ chính phủ Aztec. Vào đầu những năm 1520, người Tây Ban Nha đã lập nhiều đoàn thám hiểm vượt Chiapas trên bộ, và các tàu thuyền Tây Ban Nha được cử đi khảo sát bờ biển Thái Bình Dương. Thị trấn thuộc địa cao nguyên đầu tiên tại Chiapas, mang tên San Cristóbal de los Llanos, được thành lập bởi Pedro de Portocarrero vào năm 1527. Trong vòng một năm sau đó, bá quyền của Tây Ban Nha đã mở rộng lên tận lưu vực thượng của sông Grijalva, Comitán và thung lũng Ocosingo. Encomienda (một kiểu thái ấp) dần được ban phát cho các kẻ chinh phục, mặc dù trong giai đoạn đầu, đặc quyền này mới chỉ giới hạn trong việc bắt giữ nô lệ.
Tỉnh Chiapa thuộc địa được Diego Mazariegos chính thức hóa vào năm 1528. Ông tái phân lập đất encomienda và các phân khu hành chính, đồng thời đổi tên thị trấn San Cristóbal trước đó thành Villa Real, và di dời nó đến Jovel. Thực dân Tây Ban Nha ra sức bóc lột người bản địa, khiến nhiều cuộc khởi nghĩa bùng nổ. Người Tây Ban Nha phát động các cuộc đột kích trừng phạt, khiến người bản địa bỏ làng mạc mà chạy vào vùng rừng núi lánh nạn. Lục đục trong nội bộ thực dân Tây Ban Nha đã dẫn đến tình trạng bất ổn chính trị tại thuộc địa; cuối cùng thì phe Mazariegos được Hoàng gia Tây Ban Nha nhượng bộ, và Villa Real được nâng lên vị thế thành phố với tên hợp pháp là Ciudad Real, và sự thiết lập của bộ Tân luật đã thúc đẩy sự ổn định tại khu vực mới thu phục này.

## Địa lý

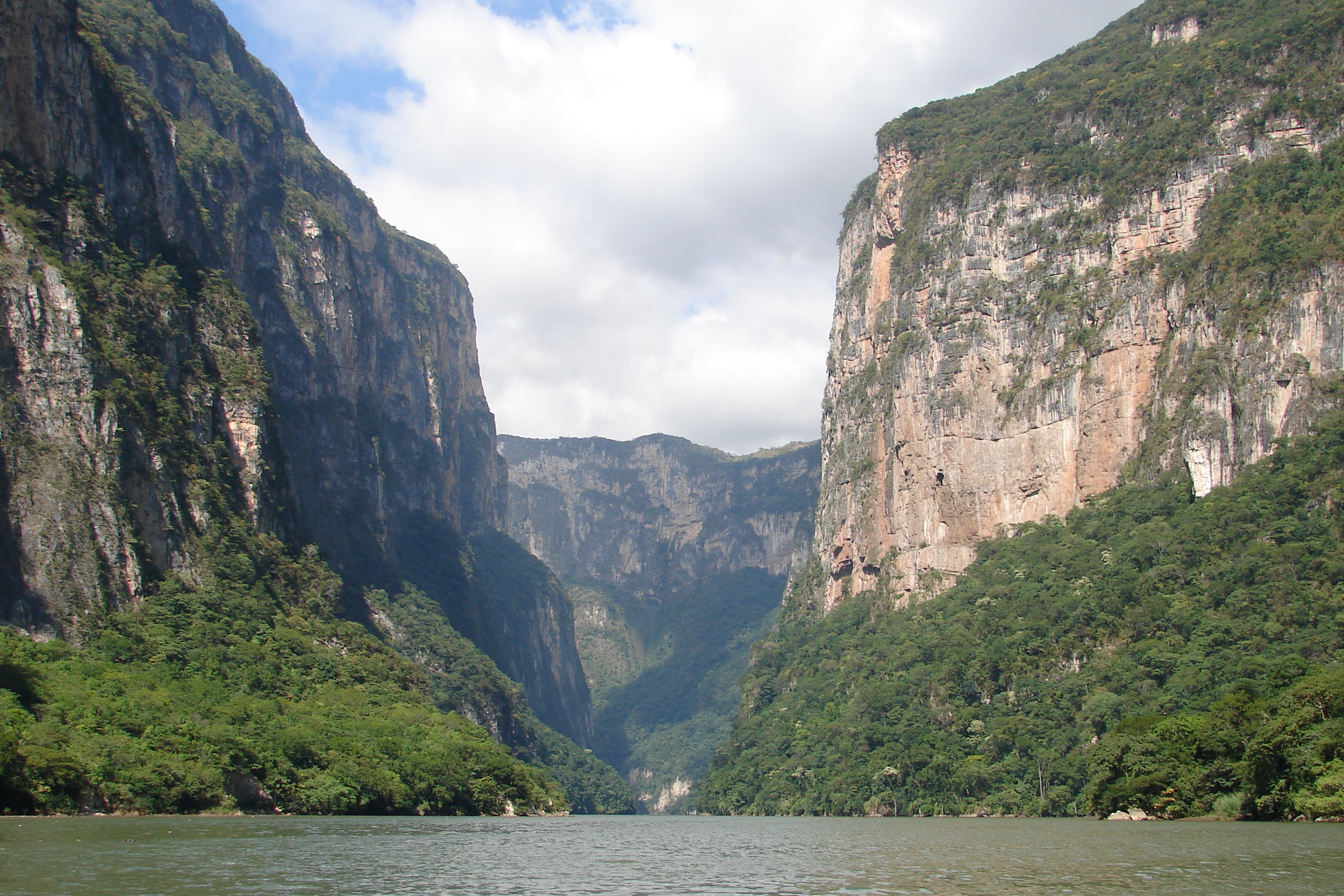
Con sông Grijalva cắt qua Cao nguyên Trung tâm Chiapas tạo nên khe núi Sumidero hùng vĩ

Tiểu bang Chiapas nằm ở cực đông nam của đất nước Mexico, với diện tích vào khoảng 74.415 kilômét vuông (28.732 dặm vuông Anh). Nó giáp các bang Oaxaca và Veracruz về phía tây, giáp với bang Tabasco về phía bắc, và giáp với Guatemala về phía đông; biên giới phía nam của nó là một đường bờ biển kéo dài 260 kilômét (160 mi) giáp với Thái Bình Dương. Chiapas rất đa dạng về mặt địa lý và văn hóa. Nó sở hữu hai vùng cao nguyên chính: Sierra Madre de Chiapas về phía nam và Montañas Centrales ở trung tâm Chiapas. Hai khu vực này bị ngăn cách bởi Depresión Central, bao gồm lưu vực sông Grijalva. Cao nguyên Sierra Madre dần tăng độ dốc từ tây sang đông, với những ngọn núi cao nhất nằm gần biên giới với Guatemala.
Vùng cận duyên hải của Soconusco nằm ở phía nam của Sierra Madre de Chiapas, bao gồm đồng bằng ven biển hẹp và chân núi Sierra Madre. Mặc dù toàn bộ dải ven biển này thường được gọi là Soconusco, song Soconusco chính thức phải là phân khu phía đông nam đặc trưng bởi khí hậu nhiệt đới ẩm và các vùng đất nông nghiệp phì nhiêu. Phần phía tây bắc của dải ven biển có khí hậu khô hanh trong quá khứ được gọi là El Despoblado ("Vùng không có dân cư"); ngày nay được gọi là Istmo-Costa ("Vùng Eo biển-Bờ biển").
Depresión Central bao gồm một lưu vực sông dài khoảng 200 kilômét (120 mi) với chiều rộng các khúc dao động trong khoảng 30 đến 60 kilômét (19 đến 37 mi). Sông Grijalva được cấp nước từ mạng lưới suối chảy từ dãy núi Cuchumatanes thuộc Guatemala và từ cả hai vùng cao nguyên Chiapas, đa số là Sierra Madre. Các vùng đồng bằng rộng rãi có khí hậu nóng với lượng mưa vừa phải. Depresión Central được chia thành hai khu vực, phía đông là Thung lũng Grijalva trải dài từ biên giới Guatemala đến Hẻm núi Sumidero; còn phía tây là Meseta Central, hoặc Cao nguyên Trung tâm, tên thời thuộc địa là Valle de Jiquipilas y Cintalapa. Vùng đồng bằng này chặn dòng chảy của sông Grijalva, khiến nó phải chảy qua Tabasco thông hẻm núi Sumidero. Los Chimalapas là một vùng cao nguyên khác nằm ở cực bắc của Meseta Central và giáp với Oaxaca; nó được coi là đỉnh trồi đầu tiên của mạch núi Sierra Madre.

## Chiapas thời tiền chinh phục

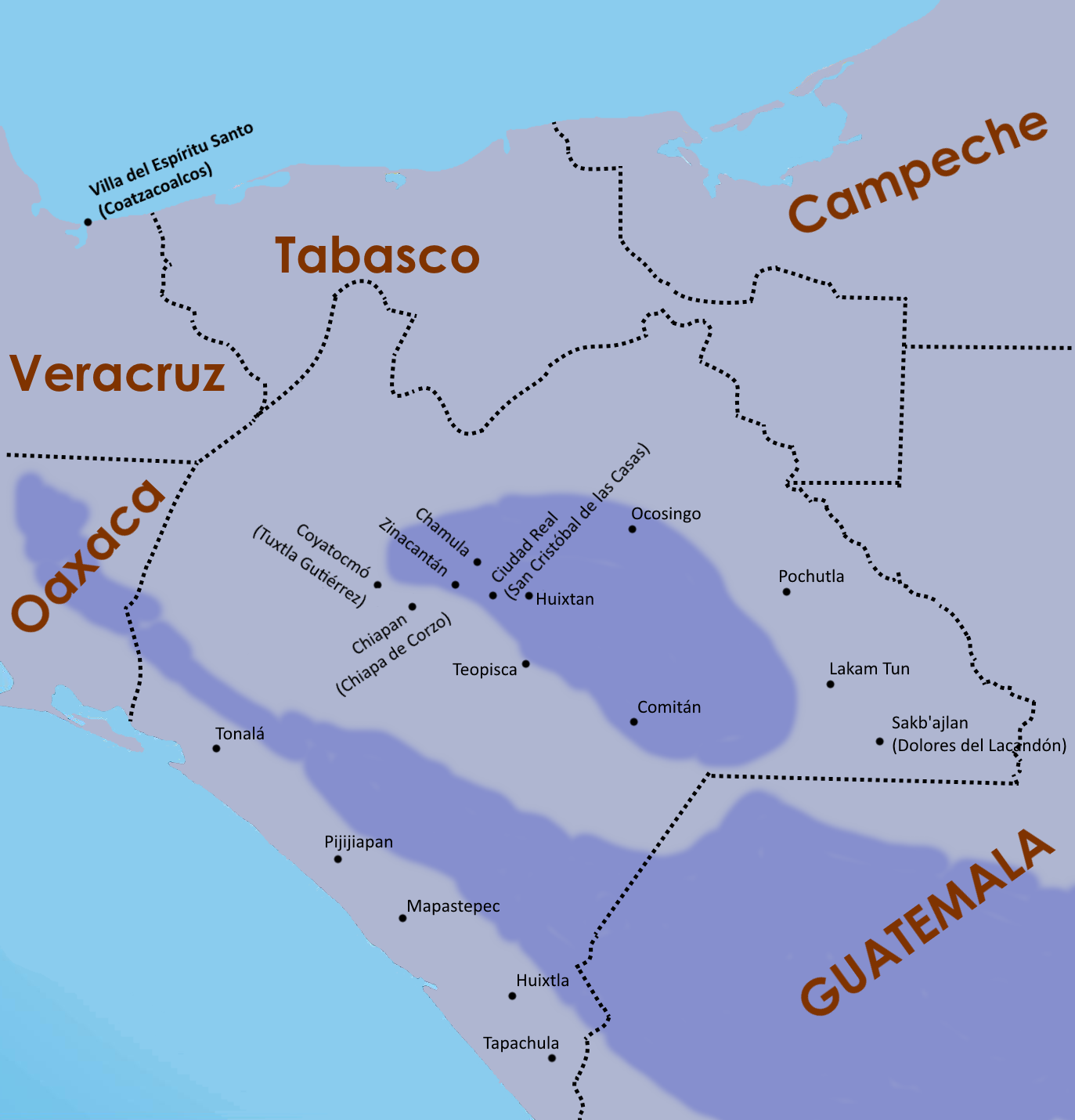
Lược đồ các khu quần cư bản địa của Chiapas vào thời điểm Tây Ban Nha tiến hành cuộc xâm lược. Các vùng cao nguyên được tô đậm.

Những cư dân đầu tiên của Chiapas là các bộ lạc hái lượm sinh sống trên cao nguyên phía bắc và dọc các dải đất ven biển từ khoảng năm 6000 TCN cho đến khoảng năm 2000 TCN. Trong khoảng hai thiên niên kỷ TCN gần đây, phần lớn tiểu bang Chiapas là lãnh thổ của các dân tộc nói tiếng Zoque. Dần dần những giống dân nói tiếng Maya xâm nhập vào Chiapas từ phía đông, và kể từ khoảng năm 200 CN trở đi, khu vực này có thể được chia thành hai vùng ngôn ngữ chính: người nói tiếng Zoques bên nửa phía tây và người nói tiếng Maya bên nửa phía đông; kiểu phân bố sắc tộc như vậy tiếp diễn cho đến thời kỳ chinh phục.
Khu vực rộng lớn phía tây Chiapas do dân Zoque chiễm lĩnh bao gồm Depresión Central, lưu vực sông Grijalva giữa, Chimalapas và một phần đường bờ biển Thái Bình Dương. Các khu định cư chính của người Zoque tại Depresión Central là Copainalá, Mezcalapa, Quechula và Tecapatán; tại phần bờ tây của sông Grijalva là Citalapa, Jiquipilas, Ocozocuautla và thung lũng Corzos. Coyatocmó là một ngôi làng Zoque nhỏ, hiện nay chính là thành phố Tuxtla Gutiérrez, thủ phủ của bang Chiapas. Người Aztec đánh chiếm khu vực này nhằm kiểm soát tuyến thương mại bắt qua đó và bóc lột người Zoque. Vào thời kỳ tiền Colombo, vùng Depresión Central là nơi sở hữu 2 đô thị lớn nhất trong khu vực, đó là Chiapa và Copanaguastla. Khu vực xung quanh Chiapa de Corzo là địa bàn sinh sống của người Chiapaneca, danh tính của dân tộc tới nay vẫn còn là bí ẩn. Người Chiapaneca rất hùng mạnh trước cuộc chinh phục của người Tây Ban Nha; họ khuất phục được một số thị trấn Zoque, và đánh bại thành công mưu đồ xâm lược của Đế quốc Aztec. Lãnh thổ của người Chiapaneca nằm giữa phần lãnh thổ của tộc Zoque và tộc Maya Tzotzil, tức là vùng thượng lưu và trung lưu của dòng Grijalva; với các khu định cư chính gồm Acala, Chiapa, Ostuta, Pochutla và Suchiapa.
Các cao nguyên trung tâm là nơi sinh sống của một số dân tộc Maya, bao gồm người Tzotzil, được phân chia thành các tỉnh; tỉnh Chamula có lẽ gồm 5 thị trấn nhỏ cụm lại với nhau. Người Tojolabal là một tộc người Maya khác, cát cứ vùng lãnh thổ xung quanh Comitán. Người Coxoh Maya chiếm thượng lưu sông Grijalva, gần biên giới Guatemala, họ có lẽ là một nhánh của người Tojolabal. Soconusco là một chặng liên lạc quan trọng giữa vùng cao nguyên Mexico và Trung Mỹ. Đế quốc Aztec chiếm đóng vùng này vào cuối thế kỷ 15, dưới đời hoàng đế Ahuizotl, và trích xuất cống phẩm dưới dạng cacao. Người Lakandon nói tiếng Cholan Maya (không nên nhầm lẫn với những cư dân Chiapas hiện đại cùng tên) kiểm soát các vùng đất dọc các nhánh sông Usumacinta kéo dài tới phía đông Chiapas và tây nam Petén ở Guatemala. Người Lakandon khét tiếng là tàn bạo đối với thực dân Tây Ban Nha.

## Chinh phục Soconusco

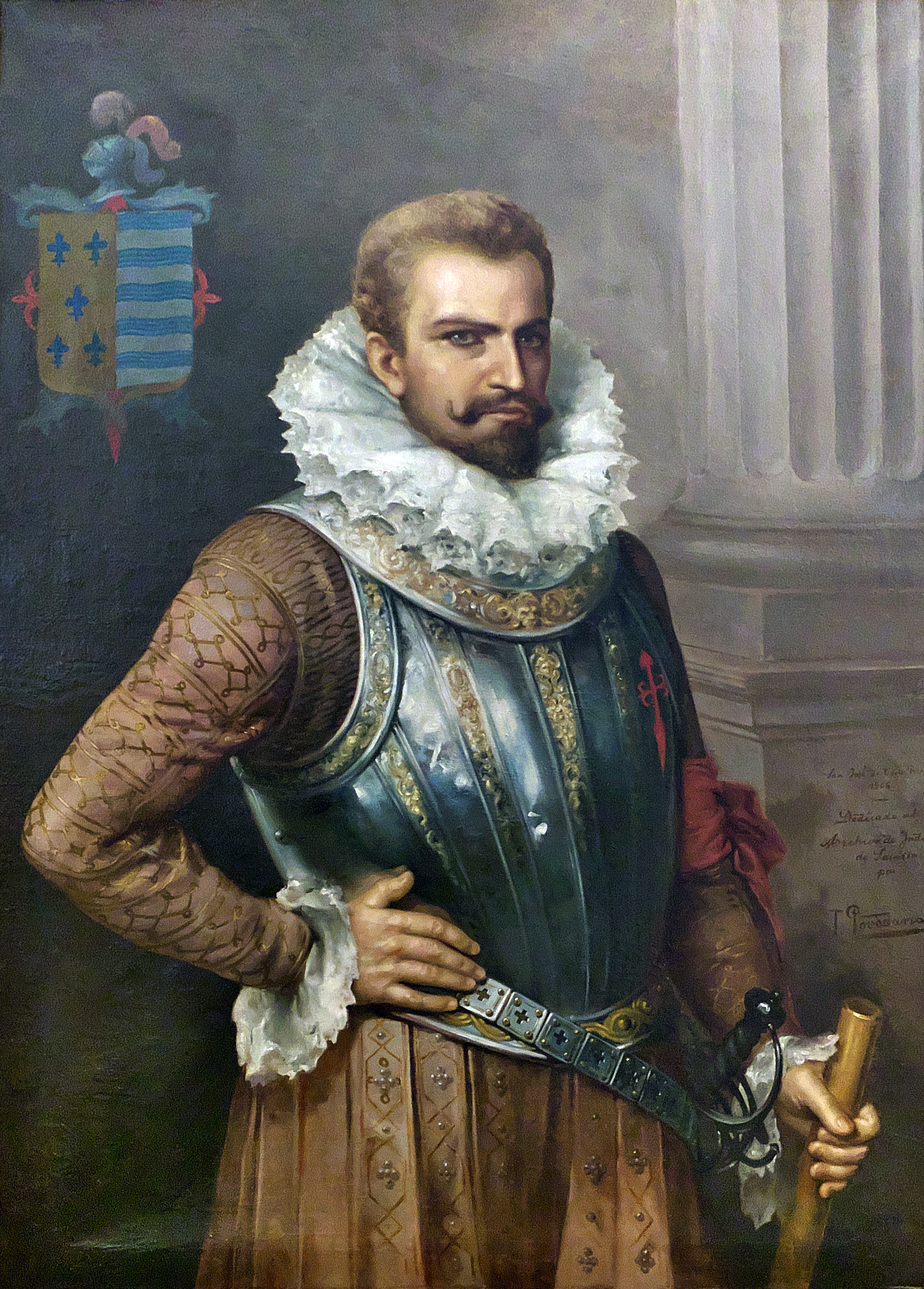
Pedro de Alvarado dẫn một đội quân hùng hậu băng qua Soconusco vào năm 1523

Conquistador người Tây Ban Nha Pedro de Alvarado băng qua Soconusco với một đội quân hùng hậu vào năm 1523 trên đường tiến đánh Guatemala. Đạo quân của Alvarado bao gồm nhiều cựu binh cứng rắn đã tham gia cuộc chinh phục Đế quốc Aztec không lâu trước đó, bao gồm cả kỵ binh lẫn pháo binh; song cũng phải lưu ý rằng phần lớn đại quân được tạo thành từ các chiến binh bản địa của Cholula, Tenochtitlan, Tezcoco, Tlaxcala và Xochimilco. Alvarado được dân Soconusco tiếp đãi tử tế, đồng thời họ cũng thề trung thành với Vương miện Tây Ban Nha. Dân xứ này tâu rằng các tộc người lân cận ở Guatemala liên tục quấy nhiễu họ do họ dám liên minh với người Tây Ban Nha. Về mặt nghiên cứu lịch sử, các bức thư của Alvarado gửi cho Hernán Cortés trong lúc ông nán tại Soconusco đã bị thất lạc, và hầu hết các sự kiện ta hiện được biết đều bắt nguồn từ sử gia Bernal Díaz del Castillo; tuy không có mặt trực tiếp tại Soconusco, Castillo dựa ghi chép của mình theo báo cáo của Gonzalo de Alvarado, người em họ của Pedro de Alvarado. Đến năm 1524, Soconusco đã hoàn toàn nằm gọn trong tay Alvarado. Trong 50 năm tiếp theo, dân số bản địa suy giảm đến mức thảm khốc do sự bùng nổ của dịch bệnh đến từ Cựu Thế giới, với mức giảm ước tính là 90–95%. Mặc dù vậy, chính quyền thuộc địa Tây Ban Nha vẫn bắt dân bản địa phải cống nạp cacao nhiều gấp đôi so với thời thuộc Aztec thuở trước, và cacao tiếp tục giữ một vai trò rất quan trọng trong suốt thời kỳ thuộc địa. Bởi vị thế kinh tế cực kỳ quan trọng của cacao, người Tây Ban Nha đã miễn cưỡng di dời cư dân bản địa ra khỏi vườn cacao của họ. Cũng chính vì vậy nên cư dân của Soconusco ít khả năng bị tái định cư tới các reducción, nơi mà trồng cacao mới phải mất tới 5 năm ròng.
Quyền lực của Tây Ban Nha đối với tỉnh Soconusco biến động xuyên suốt lịch sử. Ngay sau cuộc chinh phục, quyền encomienda của vùng đất này được trao cho Hernán Cortés, sau đó đổi sang Jorge de Alvarado. Đến năm 1530, Audiencia Real của Mexico được trao thẩm quyền đối với Soconsusco, tức là nó giờ đây đã nằm dưới sự kiểm soát trực tiếp của Vương quyền Tây Ban Nha. Quan chức bổ nhiệm từ Mexico được cử xuống để cai quản Soconsusco. Năm 1556, Soconsusco được bàn giao sang Audiencia Real của Guatemala, với các thống đốc độc lập do Vương miện bổ nhiệm. Từ năm 1564–69, Soconusco lại nằm dưới quyền tài phán của Mexico, rồi lại một lần nữa trở thành tỉnh độc lập do Audiencia Real của Guatemala quản lý cho đến cuối thế kỷ 18.
Quyền tài phán của Giáo hội đối với cư dân cũng hỗn loạn y chang; ban đầu nó được đặt dưới Giáo khu Tlaxcala nhưng rồi được chuyển sang Giáo khu Guatemala vào năm 1536. Dòng Anh Em Giảng Thuyết hoạt động ở Soconusco vào những năm đầu của chế độ thuộc địa, nhưng triệt thoái vào năm 1545 do nhân khẩu bản địa suy giảm và khí hậu khắc nghiệt. Tới năm 1545, nó trở thành một phần của Giáo khu Chiapa, song được trả lại cho Guatemala vào năm 1561, và quy hồi về Chiapa vào năm 1596.

## Các cuộc viễn chinh do thám (1524–1525)

### Luis Marín (1524)
Năm 1524, Luis Marín dẫn đầu một nhóm thám hiểm nhỏ tiến vào Chiapas. Ông khởi hành từ Coatzacoalcos (người Tây Ban Nha đổi tên thị trấn này thành Espíritu Santo) trên bờ biển của Vịnh Mexico.  Nhóm của ông băng qua lãnh thổ Zoque và men theo con sông Grijalva. Gần Chiapa de Corzo hiện đại, người Tây Ban Nha đánh bại được một toán quân Chiapaneca. Sau trận đó, Marín leo lên cao nguyên trung tâm Chiapas, và vào khoảng lễ Phục sinh, ông tới được thị trấn của người Tzotzil Maya tên là Zinacantan mà không gặp mấy kháng cự. Người Zinacanteco, giữ lời cam kết trung thành của họ hai năm trước đó, đã hỗ trợ người Tây Ban Nha chống lại các dân tộc bản địa khác trong khu vực.
Marín đến được thị trấn Chamula, nơi ông gặp một đoàn đại sứ bản địa tới cầu hòa. Marín cho rằng cư dân nơi đây đã phục tùng hoàn toàn, song khi nhóm của ông tiến vào khu vực thì vấp phải phản kháng vũ trang quyết liệt. Dân Chamula Tzotzil dùng kế vườn không nhà trống để đối phó những kẻ xâm lược. Một ngày sau, người Chamula Tzotzil sum tập binh lính trên một sườn núi dốc, vận dụng địa thế trắc trở nhằm vô hiệu kỵ binh Tây Ban Nha và chuẩn bị nghênh chiến. Quân bản địa bắt đầu ném đá, phóng giáo, bắn tên, hất nước sôi trộn với vôi và tro về phía quân xâm lược. Người Tây Ban Nha chạy sang thị trấn liền kề nhưng thấy rằng người bản địa đã đắp một bức tường dày 1,2 mét (4 ft) từ đất đá đã được gia cố bằng vỏ cây. Người Tzotzil chế nhạo người Tây Ban Nha, ném một lượng vàng cho người Tây Ban Nha và thách thức họ vào mà lấy nốt số còn lại. Quân Tây Ban Nha xông vào bức tường, nhưng nhận ra người Tzotzil đã rút lui dưới cơn mưa xối xả làm gián đoạn trận chiến. Sau khi chiếm được Chamula hoang vắng, đoàn thám hiểm Tây Ban Nha tiếp tục tới thị trấn Huixtan. Cư dân nơi đây kháng cự rồi từ bỏ thị trấn cho người Tây Ban Nha. Conquistador Diego Godoy viết trong hồi ký rằng số lượng thổ dân bị giết và bị bắt tại Huixtan rơi vào tầm 500 kẻ. Người Tây Ban Nha, thất vọng vì của cải nơi đây khan hiếm, đành triệt thoái về Coatzacoalcos vào tháng 5 năm 1524.
Đoàn thám hiểm ban đầu kỳ vọng rằng họ sẽ phát hiện ra một khu vực đông dân cư mới nhanh chóng quy thuận quân xâm lược. Sự phản kháng bất khuất của người bản địa trong cuộc thám hiểm đã dập tắt cái ảo tưởng hão huyền đó của người Tây Ban Nha. Trong vòng hai năm kể từ cuộc trinh sát ban đầu đó, các thái ấp encomienda được ban phát cho các chinh phục tướng công, cho phép họ bắt giữ nô lệ trong các lãnh thổ đã chiếm được. Do đó, Chamula được trao cho Bernal Díaz, và Zinacantan được trao cho Francisco de Marmolejo.

### Pedro de Alvarado (1525)
Một năm sau, Pedro de Alvarado tiến vào Chiapas thông qua lối Rừng Lacandon nhằm hội quân với Hernán Cortés. Toán quân của Cortés khởi hành từ Vịnh Mexico và đang thẳng tiến tới Honduras. Alvarado đi qua lãnh thổ của người Acala Chʼol; nhưng không xác định được vị trí của Cortés; lính trinh sát rốt cuộc dẫn ông đến Tecpan Puyumatlan (hiện là thị trấn Santa Eulalia ở Guatemala), quanh vùng núi gần lãnh thổ của người Lakandon Chʼol. Cư dân Tecpan Puyumatlan phản kháng quân Tây Ban Nha, và Gonzalo de Alvarado kể lại rằng người Tây Ban Nha chịu tổn thất nặng nề trong trận chiến, ngay cả sứ giả được cử đi bởi người Tây Ban Nha cũng bị người bản địa giết chết. Do không tài nào tìm được đoàn của Cortés, Alvarado đành quay về Guatemala.

## Trích dẫn
1. ↑  Lenkersdorf 2004, tr. 75 n8.
2. ↑  Gobierno del Estado de Chiapas 2014.
3. ↑  Viqueira 2004, tr. 19.
4. 1 2 3  Viqueira 2004, tr. 21.
5. 1 2  Viqueira 2004, tr. 31.
6. ↑  Lovell 2000, tr. 400.
7. 1 2  Viqueira 2004, tr. 24.
8. ↑  Viqueira 2004, tr. 31–32.
9. ↑  Viqueira 2004, tr. 32.
10. ↑  Evans & Webster 2001, tr. 125.
11. ↑  Evans & Webster 2001, tr. 124–125.
12. ↑  Cruz-Burguete & Almazan-Esquivel 2008, tr. 22; Lovell 2000, tr. 398.
13. ↑  Cruz-Burguete & Almazan-Esquivel 2008, tr. 21–22.
14. 1 2  Cruz-Burguete & Almazan-Esquivel 2008, tr. 23.
15. 1 2  Lovell 2000, tr. 398.
16. 1 2  Lenkersdorf 2004, tr. 72.
17. 1 2  Lenkersdorf 2004, tr. 78.
18. ↑  Lee & Markman 1977, tr. 56.
19. ↑  Cuadriello Olivos & Megchún Rivera 2006, tr. 11–12.
20. ↑  Recinos 1986, tr. 62; Smith 2003, tr. 54.
21. ↑  Jones 2000, tr. 353.
22. ↑  Houwald 1984, tr. 257.
23. ↑  Sharer and Traxler 2006, tr. 763.
24. ↑  Recinos 1986, tr. 62.
25. ↑  Recinos 1986, tr. 64.
26. ↑  Recinos 1986, tr. 63.
27. ↑  Gasco 1997, tr. 55–56.
28. ↑  Gasco 1992, tr. 67; Gasco 1997, tr. 56.
29. 1 2 3  Gasco 1997, tr. 56.
30. ↑  Gasco 1992, tr. 67.
31. ↑  Gasco 1992, tr. 69.
32. ↑  Lovell 2000, tr. 398, 400.
33. 1 2  Lenkersdorf 2004, tr. 82.
34. ↑  Lovell 2000, tr. 398; Lenkersdorf 2004, tr. 72; Obregón Rodríguez 2003, tr. 9.
35. 1 2  Obregón Rodríguez 2003, tr. 9.
36. ↑  Lenkersdorf 2004, tr. 72, 75.
37. 1 2  Lenkersdorf 2004, tr. 75.
38. ↑  Lenkersdorf 2004, tr. 75; Obregón Rodríguez 2003, tr. 9.
39. 1 2 3  Lenkersdorf 2004, tr. 76.
40. ↑  Jones 2000, tr. 358.
41. ↑  Lovell 2005, tr. 183.